# Mannois
«  Manx (langue) » redirige ici. Pour les autres significations, voir Manx.
Le mannois ou gaélique mannois (endonymes : Gaelg ou Gaelg Vanninagh) est une langue celtique appartenant à la branche des langues gaéliques, et parlée sur l'île de Man, en mer d'Irlande par environ 1 700 personnes. Le mannois est assez proche du gaélique irlandais, et aussi du gaélique écossais.
Cette langue se différencia de l'erse (gaélique écossais) vers le XVe siècle. C’est une des deux langues officielles de l'île de Man avec l'anglais. Les lois doivent être proclamées en mannois et son enseignement a été mis en place dans les écoles. Ned Maddrell, mort en 1974, fut le dernier locuteur originel de la langue, avant l'apparition de la nouvelle génération de mannophones une vingtaine d'années plus tard. Ce démarrage fut surtout possible grâce aux efforts de plusieurs enthousiastes (notamment Brian Stowell) à un niveau local. Le mannois est maintenant reconnu comme langue régionale dans le cadre du Conseil britannique-irlandais et de la Charte européenne des langues régionales ou minoritaires. En 2011, 50 personnes le parlaient comme langue maternelle (des enfants bilingues en immersion), et environ 1 823 comme langue seconde, soit 134 locuteurs de plus que lors du recensement effectué en 2001.

## Histoire
Le mannois étant étroitement lié à d'autres langues celtiques comme l'irlandais de l'Ulster ou le gaélique du Galloway, on estime qu'il a sans doute été introduit par des colons sur l'île de Man au Ve siècle et a émergé en tant que langue autonome après la chute du Royaume de Man et des Îles (XIIIe siècle) et avant l'installation des comtes de Derby, représentés par la famille Stanley (XIVe siècle).

## Description
Le mannois est beaucoup plus proche du gaélique d’Écosse que de celui d'Irlande. Il contient à la fois des traits archaïques (par exemple des mots anciens qui ont disparu en irlandais et en écossais) et des innovations (en syntaxe, en phonétique, en morphologie). La grammaire mannoise montre de nombreuses influences anglaises qui n'apparaissent ni en irlandais ni en écossais, notamment les pronoms personnels d'objet indirect, qui suivent le verbe comme en anglais. Aucune autre langue celtique ne soutient une telle construction syntaxique.
Son orthographe, originale, est basée surtout sur les conventions orthographiques de l’anglais et du gallois, et a très peu en commun avec l’orthographe des autres langues gaéliques. Pour cette raison, le mannois est reconnu pour avoir un système orthographique moins surprenant et plus anglicisé que celui des autres langues gaéliques. Mais les irrégularités sont nombreuses et il est difficile de savoir comment on prononce plusieurs mots que l'on ne connaît pas déjà.

## Caractéristiques des dialectes du mannois

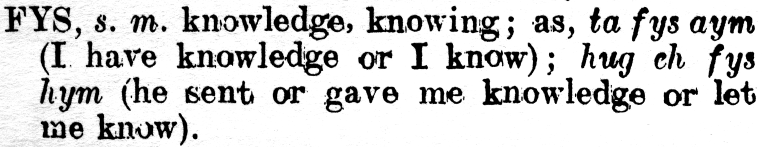
Définition du mot mannois fys, Fockleyr ny Gaelgey, Archibald Cregeen (1774-1841), publié en 1835.

Le mannois a de fortes similitudes avec l'irlandais et le gaélique d'Écosse en ce qui concerne la phonologie, le vocabulaire et la grammaire, mais présente aussi parfois des cas très singuliers. De plus, on peut diviser le mannois en deux dialectes locaux : le mannois du Nord et le mannois du Sud.
Comme le gaélique d'Écosse, le mannois se caractérise par une perte partielle de palatalisation des consonnes labiales ; ainsi, alors qu'en irlandais les consonnes velarisées /pˠ bˠ fˠ w mˠ/ contrastent phonémiquement avec les /pʲ bʲ fʲ vʲ mʲ/ palatalisées, en gaélique d'Écosse et en mannois, le contraste phonémique a quasiment disparu. Ces langues utilisent simplement les formes /p b f v m/. La conséquence de cette différenciation phonémique est que, en moyen irlandais, le suffixe non accentué [əvʲ] (écrit -(a)ibh, -(a)imh en irlandais et en gaélique) a fusionné avec [əw] (-(e)abh, -(e)amh) en mannois ; les deux sont devenus [u], écrit -oo ou -u(e) en mannois. Citons notamment shassoo (« être debout » ; irlandais seasamh), credjue (« religion » ; irlandais creideamh), nealloo (« évanouissement » ; moyen irlandais primitif (i) néalaibh, litt. « dans les nuages »), et erriu (« sur vous » ; irlandais oraibh).

Répartition des dialectes sur l'île

Comme les dialectes du Nord de l'Irlande et la plupart de ceux du gaélique d'Écosse, le mannois a modifié les groupes de consonnes historiques /kn ɡn mn tn/ en /kr ɡr mr tr/. Par exemple, les mots de moyen irlandais cnáid (« moquerie ») et mná (« femmes ») sont respectivement devenus craid et mraane en mannois. L'affrication de [tʲ dʲ] en [tʃ dʒ] est également commune au mannois, au nord-irlandais et au gaélique d'Écosse.
De plus, comme dans les dialectes du Nord et de l'Ouest de l'Irlande et les dialectes méridionaux du gaélique d'Écosse (par exemple sur l'île d'Arran ou dans le Kintyre), la syllabe non accentuée de fin de mot [iʝ] du moyen irlandais (écrite -(a)idh et -(a)igh) a évolué en [iː] en mannois, où elle s'écrit -ee, comme dans kionnee (« acheter » ; voir irl. ceannaigh) et cullee (« agrès » ; cf. gaél. culaidh).
Une autre similitude entre le mannois, l'irlandais de l'Ulster et certains dialectes du gaélique d'Écosse est que /a/ plutôt que /ə/ apparaît dans des syllabes non accentuées avant /x/ (écrit en mannois agh), par exemple jeeragh (« droit ») [ˈdʒiːrax] (irlandais díreach), cooinaghtyn (« se souvenir ») [ˈkuːnʲaxt̪ən] (gaélique cuimhneachd).
Comme l'irlandais du Munster, le [vʲ] historique (écrit bh et mh) a disparu au milieu ou à la fin d'un mot en mannois, soit par un allongement compensatoire, soit par une vocalisation du genre u résultant d'une diphtongaison avec la voyelle précédente. Par exemple, les mots mannois  geurey (« hiver ») [ˈɡʲeurə], [ˈɡʲuːrə] et sleityn (« montagnes ») [ˈsleːdʒən] correspondent aux irlandais geimhreadh et sléibhte (l'écriture et la prononciation en dialecte sud-irlandais sont respectivement gíre ([ˈɟiːɾʲə]) et sléte ([ˈʃlʲeːtʲə])). Un autre point commun entre le mannois et l'irlandais du Munster est le développement des diphtongues du vieil irlandais [oi ai] avant une consonne vélarisée (écrite ao en irlandais et en gaélique d'Écosse) en [eː], comme dans seyr (« libre ») [seːr] et keyll (« forêt ») [keːl] (écrits saor et caol en irlandais et prononcé de la même manière dans le Munster).
Comme les variantes sud et ouest de l'irlandais et nord du gaélique d'Écosse, mais à la différence de dialectes géographiquement plus proches, comme l'irlandais d'Ulster et le gaélique d'Arran et Kintyre, le mannois connaît l'allongement des voyelles ou la diphtongaison devant les sonantes du vieil irlandais. Par exemple, cloan (« enfants ») [klɔːn], dhone (« brun ») [d̪ɔːn], eem (« beurre ») [iːbm] correspondent respectivement aux irlandais/gaélique d'Écosse clann, donn et im, qui possèdent de longues voyelles et des diphtongues en irlandais de l'ouest et du sud et dans les dialectes gaéliques des Hébrides extérieures et de Skye, ainsi en irlandais de l'ouest [klˠɑːn̪ˠ], en irlandais du sud et en écossais du nord [klˠaun̪ˠ], [d̪ˠaun̪ˠ]/[d̪ˠoun̪ˠ], [iːmʲ]/[əimʲ]), mais avec des voyelles brèves en nord-irlandais et dans les dialectes d'Arran et Kintyre, [klˠan̪ˠ], [d̪ˠon̪ˠ] et [imʲ].

## Échantillons de textes en mannois
- Teiy yn coghal ass as bee oo kiart dy liooar (« Arrache la chair morte, et tu iras bien »)[12].
- T'eh cabbyl mie ta breimeragh tra t'eh jannoo yn ushtey (« C'est un bon cheval qui pète quand il pisse »)[12].

## Exemples de mots en mannois
| Mannois      | Écossais        | Irlandais                         | Breton            | Anglais        | Français             |
| ------------ | --------------- | --------------------------------- | ----------------- | -------------- | -------------------- |
| Moghrey mie  | Madainn mhath   | Maidin mhaith, Dia duit ar maidin | Demat, Devezh mat | Good morning   | Bonjour (matin)      |
| Fastyr mie   | Feasgar math    | Dia duit                          | Demat             | Good afternoon | Bonjour (après-midi) |
| Slane lhiu   | Beannachd leibh | Slán leat                         | Kenavo            | Goodbye        | Au revoir            |
| Gura mie eu  | Tapadh leibh    | Go raibh maith agat               | Trugarez          | Thank you      | Merci                |
| baatey       | bàta            | bád                               | bag               | boat           | bateau               |
| barroose     | bus             | bus                               | karr-boutin, bus  | bus            | autobus              |
| blaa         | blàth           | bláth                             | bleunienn         | flower         | fleur                |
| booa         | bò              | bó                                | buoc'h            | cow            | vache                |
| cabbyl       | each            | capall, beathach, each            | marc'h            | horse          | cheval               |
| cashtal      | caisteal        | caisleán, caisteall               | kastell           | castle         | château              |
| creg         | creag, carraig  | carraig                           | karreg            | rock           | rocher               |
| eeast        | iasg            | iasc                              | pesk              | fish           | poisson              |
| ellan, inish | eilean, inis    | oileán, inis                      | enez              | island         | île                  |
| gleashtan    | càr             | carr, gluaisteán                  | karr, karr-tan    | car            | voiture              |
| kayt         | cat             | cat                               | kazh              | cat            | chat                 |
| moddey       | cù, madadh      | madadh, madra                     | ki                | dog            | chien                |
| shap         | bùth            | siopa                             | stal              | shop           | magasin, boutique    |
| thie         | taigh           | teach                             | ti                | house          | maison               |
| eean         | eun             | éan                               | evn               | bird           | oiseau               |
| jees         | dithis          | dís, beirt                        | re                | pair           | paire                |
| shynnagh     | sionnach        | sionnach, madra rua               | louarn            | fox            | renard               |

### Nombres en mannois
|    | Mannois   | Écossais                  | Irlandais                 | Breton   | Anglais | Français |
| 1  | un/nane   | aon                       | aon                       | unan     | one     | un       |
| 2  | daa/jees  | dà                        | dhá/a dó                  | daou     | two     | deux     |
| 3  | tree      | trì                       | trí                       | tri      | three   | trois    |
| 4  | kiare     | a ceathair/ceithir        | a ceathair/ceithre        | pevar    | four    | quatre   |
| 5  | queig     | còig                      | cúig                      | pemp     | five    | cinq     |
| 6  | shey      | sia                       | sé                        | c’hwec’h | six     | six      |
| 7  | shiaght   | seachd                    | seacht                    | seizh    | seven   | sept     |
| 8  | hoght     | ochd                      | ocht                      | eizh     | eight   | huit     |
| 9  | nuy       | naoidh                    | naoi                      | nav      | nine    | neuf     |
| 10 | jeih      | deich                     | deich                     | dek      | ten     | dix      |
| 11 | nane jeig | aon deug                  | aon déag                  | unnek    | eleven  | onze     |
| 12 | daa yeig  | dà... d(h)eug/a dhà dheug | dhá... d(h)éag/a dó dhéag | daouzek  | twelve  | douze    |

## Principaux acteurs de la survie de la langue
- Sophia Morrison.